# Consul bogotanus
Consul bogotanus är en fjärilsart som beskrevs av Butler 1873. Consul bogotanus ingår i släktet Consul och familjen praktfjärilar. Inga underarter finns listade i Catalogue of Life.